# Sumi-e
Sumi-e (墨絵; también "水墨画;"?) es una técnica de dibujo monocromático en tinta negra de la escuela de pintura china. Se desarrolló en China durante la dinastía Tang (618-907) y se implantó como estilo durante la dinastía Song (960-1279). Fue introducida en el Japón a mediados del siglo XIV por monjes budistas zen y creció en popularidad hasta su apogeo durante el Período Muromachi (1338-1573).

Pinos, de Hasegawa Tōhaku, en el Museo Nacional de Tokio.

En China, Japón y, en menor medida, Corea, la pintura con aguada de tinta constituyó una tradición estilística distinta, con un conjunto de artistas que trabajaban en ella diferente del de otros tipos de pintura. En China, especialmente, era una ocupación caballeresca asociada a la poesía y la caligrafía. A menudo la realizaba la clase erudita-oficial o literata, que en el mejor de los casos ilustraba su propia poesía y pintaba como regalo para amigos o mecenas, en lugar de hacerlo a cambio de una remuneración.
En la práctica, un pintor de talento solía tener ventaja para ascender en la escala burocrática. En Corea, los pintores estaban menos segregados y más dispuestos a pintar con dos técnicas, como mezclar zonas de color con tinta monocroma, por ejemplo al pintar los rostros de las figuras.